# 极星 (汽车生产商)
极星（Polestar）是一個瑞典汽車生產商以及品牌，成立於1996年，最初名為Flash Engineering，後來改名為Polestar Racing，並於2015年被沃尔沃汽車收購。該公司總部位於瑞典哥德堡外的托斯兰达。該品牌的車輛後來搬到中國生產，吉利控股集团是富豪汽車的母公司。2017年，极星由沃尔沃拆分出来，作为独立品牌运营；由吉利控股与沃尔沃联合控股。2022年6月24日，极星在纳斯达克上市，股票代码为PSNY。

## 車型

### 現行販售車輛
| 圖片 | 名稱       | 推出年份 | 平台 | 動力   | 車體風格     |
| ---- | ---------- | -------- | ---- | ------ | ------------ |
|      | Polestar 2 | 2020     | CMA  | 純電動 | 小型轎車     |
|      | Polestar 3 | 2024     | SPA2 | 純電動 | 中大型休旅車 |
|      | Polestar 4 | 2024     | SEA  | 純電動 | 中大型休旅車 |
|      | Polestar 5 | 2025     | SEA  | 純電動 | 中型轎車     |